# Ulocoryphus mastigophorus
Ulocoryphus mastigophorus är en svampart som beskrevs av Michaelides, L. Hunter & W.B. Kendr. 1982. Ulocoryphus mastigophorus ingår i släktet Ulocoryphus, divisionen sporsäcksvampar och riket svampar.   Inga underarter finns listade i Catalogue of Life.